# جرسون گیمارش جونیور
جرسون گیمارش جونیور (به پرتغالی: Gerson Guimarães Ferreira Junior) هافبک، مدافع اهل برزیل است که در شهر سائوپائولو و در تاریخ ۷ ژانویهٔ ۱۹۹۲ به دنیا آمده‌است.
جرسون گیمارش جونیور در تیم‌های فوتبال باشگاه فوتبال اتلتیکو مادرید بی سابقهٔ حضور دارد.